# Philippe de Pret de ter Veken
Philippe Joseph Antoine de Pret de Terveken (Antwerpen, 17 januari 1766 – 11 juli 1838) was een Zuid-Nederlands politicus.

## Levensloop
De familie De Pret was in de zeventiende en achttiende eeuw vermogend geworden als zilversmeden, diamantairs en handelaars in exotische goederen. Zijn vader was Arnould de Pret, heer van Hemiksem en Calesberg. Zijn moeder was Maria-Petronilla Moretus. Zijn oudere broer, Jacques de Pret Roose de Calesberg (1762-1817), was de stamvader van deze familietak.
Philippe de Pret trouwde in 1805 met Justine van Ertborn (1785-1841). Ze hadden twee dochters wat het uitdoven van de tak betekende. Na het overlijden van zijn vader werd Philippe de Pret, die licentiaat in de rechten was, heer van Hemiksem. Tijdens de Franse overheersing vluchtte hij, maar keerde na verloop van tijd terug. Hij werd maire  van Hemiksem en kon zijn eigendommen vrijwaren. Hij werd ook lid van het kiescollege voor het departement van Beide Nethen. In 1813 werd hij in de empireadel opgenomen met de titel baron.
Onder het Verenigd Koninkrijk der Nederlanden werd hij in 1816 benoemd in de Ridderschap voor de provincie Antwerpen en erkend in de erfelijke adel met de titel baron, overdraagbaar bij mannelijke eerstgeboorte. Hij werd tevens kamerheer van de Nederlandse koning. Hij bleef burgemeester van Hemiksem gedurende de volledige Nederlandse tijd en ook in het Belgisch koninkrijk, tot aan zijn dood.
De Pret beoefende het mecenaat: Hij bekostigde het herstellen of vervangen van grafstenen van familieleden, onder meer van Christoffel Plantijn in de Onze-Lieve-Vrouwekathedraal te Antwerpen. Hij bekostigde de marmeren buste van Plantijn in de Nottebohmzaal van de stadsbibliotheek. Hij schonk aan de stad Antwerpen twee kostbare globes van Blaeu, een hemelglobe en een aardglobe.